# Amtsgericht Unruhstadt
Das Amtsgericht Unruhstadt war ein preußisches Amtsgericht mit Sitz in Unruhstadt (Provinz Posen).

## Geschichte
Das königlich preußische Amtsgericht Unruhstadt wurde mit Wirkung zum 1. Oktober 1879 als eines von acht Amtsgerichten im Bezirk des Landgerichtes Meseritz im Bezirk des Oberlandesgerichtes Posen gebildet. Der Sitz des Gerichtes war Unruhstadt. Sein Gerichtsbezirk umfasste aus dem Kreis Bomst die Stadtbezirke Kopnitz und Unruhstadt und den Polizeidistrikt Unruhstadt außer dem Teil, der dem Amtsgericht Bentschen zugeordnet war. Am Gericht bestand 1880 eine Richterstelle. Das Amtsgericht war damit das kleinste Amtsgericht im Landgerichtsbezirk. Der Amtsgerichtsbezirk kam aufgrund des Versailler Vertrages 1919 teilweise zu Polen. Der Rest des Sprengels des Amtsgerichtes Wollstein, der beim Deutschen Reich geblieben war, sowie der bisher zum Amtsgericht Bentschen gehörende Teil des Kreises Bomst wurde dem Amtsgericht Unruhstadt zugeordnet. Diese Änderungen traten zum 1. Januar 1920 in Kraft. Im Jahre 1939 wurde Polen deutsch besetzt. Im Rahmen der Neuorganisation der Gerichte in Ostdeutschland und im ehemaligen Polen wurde das Amtsgericht Unruhstadt erneut dem Landgericht Meseritz zugeordnet.
Im Jahre 1945 wurde der Amtsgerichtsbezirk unter polnische Verwaltung gestellt, und die deutschen Einwohner wurden vertrieben. Damit endete auch die Geschichte des Amtsgerichtes Unruhstadt.